# Álvaro Cienfuegos
Álvaro Cienfuegos (Agüerina, Belmonte de Miranda, 27 de febrero de 1657 – Roma, 19 de agosto de 1739) fue un eclesiástico y teólogo español, obispo de Catania, arzobispo de Monreale y cardenal.  Exiliado durante la guerra de sucesión, ofició también como consejero y embajador del Sacro Imperio Romano Germánico. 

## Vida

### Primeros años
Hijo de Álvaro Cienfuegos y de María Villazón Queipo de Llano, tuvo al menos cinco hermanos: Bartolomé, que heredó el mayorazgo paterno; Pedro, que fue obispo de Popayán; José, que fue inquisidor en Valladolid y Méjico; Leonor y Teresa. 
Estudió Filosofía y Humanidades en la Universidad de Oviedo y Leyes en el colegio de San Pelayo de la Universidad de Salamanca, y tras ingresar en 1676 en la Compañía de Jesús, ofició como profesor de Filosofía en la Universidad de Santiago de Compostela y fue catedrático de Teología en Salamanca. 
Desde aproximadamente 1695 era teólogo y hombre de confianza del Almirante de Castilla Juan Tomás Enríquez de Cabrera, y cuando en 1700 murió sin descendencia el rey Carlos II de España y se desató la guerra de sucesión, ambos simpatizaron con la causa austracista.  En 1702 el almirante fue nombrado embajador en Francia, y Cienfuegos le acompañó junto con los también jesuitas Carlo Casnedi y Juan Ignacio Aguirre, pero cambiando de planes se dirigieron a Portugal, donde el almirante declaró públicamente su adhesión a los Austrias.
La reacción de la corte de Madrid con respecto a Cienfuegos fue relevarle de su cátedra. 
Murió el almirante en 1705, y Cienfuegos quedó en Lisboa como representante del archiduque (después emperador) Carlos VI del Sacro Imperio Romano Germánico.  En 1716 pasó a Viena como su consejero de estado y desempeñó para él varias misiones diplomáticas en Inglaterra y Países Bajos. 

### Cardenalato
Por recomendación del emperador, en el consistorio de 1720 el papa Clemente XI le creó cardenal del título de San Bartolomeo all'Isola, no sin vencer algunas reticencias por parte de España, donde nunca se le perdonó su tendencia austracista durante la guerra. 
Obispo de Catania desde el año siguiente, participó en el cónclave de 1721 en que fue elegido papa Inocencio XIII y en el de 1724 en que lo fue Benedicto XIII; en 1725 fue promovido a arzobispo de Monreale y nombrado protector de Sicilia y de Malta, y desde 1728, también de Portugal.  También se halló presente en el cónclave de 1730 en que salió elegido papa Clemente XII y fue camarlengo del Colegio Cardenalicio ese mismo año.
En 1735, tras la batalla de Bitonto en el transcurso de la guerra de sucesión polaca, cuando los españoles tomaron Sicilia confiscaron sus bienes y le expulsaron de la diócesis; Cienfuegos fue relevado del arzobispado, y en compensación se le dio la administración de la diócesis de Pécs, en Hungría.
Fallecido en 1739 a los 82 años de edad, fue sepultado en la iglesia del Santísimo nombre de Jesús de Roma.

### Obras
Dejó escritas varias obras, biográficas y teológicas: 
- Breve relación de la vida y heroicas virtudes el V.P. Juan Nieto, de la Cª de Jesús en la provincia de Castilla (Salamanca, 1693);
- La Heroyca Vida, Virtudes y Milagros del Grande S. Francisco de Borja (Madrid, 1702);
- Aenigma theologicum seu potius Aenigmatum et obscurissimarum Quaestionum Compendium  (2 vols; Viena, 1717);
- Vita abscondita, seu speciebus Eucharisticis velata (Roma, 1728).

También se le atribuyen erróneamente La leopoldina de Juan de Santa María Alonso, el Christus hospes de Francisco Rábago y el Viator Christianus de Antonio Andrés Krzesimowski.